# Шморгун Євген Іванович
Євге́н Іва́нович Шморгу́н (нар. 15 квітня 1940, с. Новожуків, Рівненська область) — письменник, видавець, краєзнавець, громадський діяч. 

## Життєпис
Закінчив Дубенське медичне училище, Рівненський педінститут. Працював фельдшером, журналістом, керівником Рівненського обласного літоб’єднання і відповідальним секретарем Рівненської організації Національної спілки письменників України. Багато пише для дітей та юнацтва. 
Лауреат літературних премій імені Лесі Українки (2000), імені Володимира Кобилянського (1997), імені Валер'яна Поліщука (1984), імені Світочів (2007), імені Леоніда Куліша- Зіньківа (2009), імені Уласа Самчука (2013). Заслужений журналіст України.

## Творчість
Автор роману «Сніги непочаті» про середньовічну Волинь, повістей на античну тематику, оповідань та віршів про природу і рослинний світ Рівненщини. 
Літературну діяльність розпочав на початку сімдесятих років, коли в журналі «Барвінок» з'явилося його оповідання «Грім». Невдовзі виходять книжки для дітей: «Зелені сусіди» (1978), «Що шукала білочка», «Дивосил-зілля» (1980), «Що сказав би той хлопчик» (1981), «Де ночує туман» (1984). 
У 1989 році львівське видавництво «Каменяр» випустило збірку «Вогник-цвіт», а видавництво «Веселка» — повість про Гомера «Дорога до Іліон». 
Видавництво «Веселка» у 1994 році видало збірку оповідань Євгена Шморгуна «Забуті боги предків», у яких автор знайомить читача з головними міфічними богами наших далеких предків — від русалок і домовиків до всевладного бога Рода, грізного Перуна, Матері Всесвіту Лади, володаря небесного вогню і світла Сварога, богині річок і струмків Дани та багатьох інших.
Євген Шморгун разом з відомим травознавцем на просторах Полісся виявив рідкісні рослини, позначивши на карті місця, де вони збереглися, аби забезпечити їх захист. З подорожніх нотаток складалися книги, серед яких «Мова зела» (про рослинну символіку України). 
У 2007 році у видавництві «Азалія» (Рівне) налагоджено випуск тритомника вибраних творів Є. Шморгуна. У 2008 році з'явився третій том його творів / 1 том (486 с.), виданий у 7 книгах: «Забуті боги предків», «Мова зела», «Зелені сусіди», «Ключ-трава», «Казочки-розказочки», «Тиха радість»; 2 том (571 с.) включає повісті «Дорога до Іліона», «Не повтори мене», роман «Сніги непочаті», п'єсу «Кличу живих», есе «Шість століть Велигорських». 
Автор книг: 
- Пересопниця: Трикнижжя / Є. Шморгун. – Рівне: Лапсюк В. А., 2013. — 372 с.
- …І пітьма не здолала його: сторінка буття «Пересопницького Євангелія» / Є. Шморгун. — Рівне, 2011. — 164 с.
- Біля темного берега: Записки на полях зошита моїх днів / Є. Шморгун. — Рівне: Лапсюк В. А., 2015. — 128 с.
- Снігури : повість / Є. Шморгун. - Рівне, 2017.
- Громове дерево : роман-дослідження. - Рівне, 2019[6].
- Майва : записки на полях зошита моїх днів. - Рівне, 2020.
- Земляків прекрасні імена : штрихи до життєписів. - Рівне, 2021.

Як редактор видавництва «Азалія» благословив у світ книги кількох десятків авторів, зокрема і молодих, відкрив нові імена на літературній мапі області. 
Був серед засновників літературно-краєзнавчого журналу «Погорина», що його випускає Рівненська письменницька організація. 
Як голова редакційно-видавничої групи з випуску серії книг «Реабілітовані історією» підготував понад 30 книг і брошур про складні сторінки в історії Західної України, долю маловідомих борців за незалежність України.